# Santa Coloma de Centelles
Santa Coloma de Centelles és l'església parroquial del municipi de Centelles (Osona) i és inclosa a l'Inventari del Patrimoni Arquitectònic Català.

## L'església
És un edifici religiós de grans dimensions, de planta rectangular.

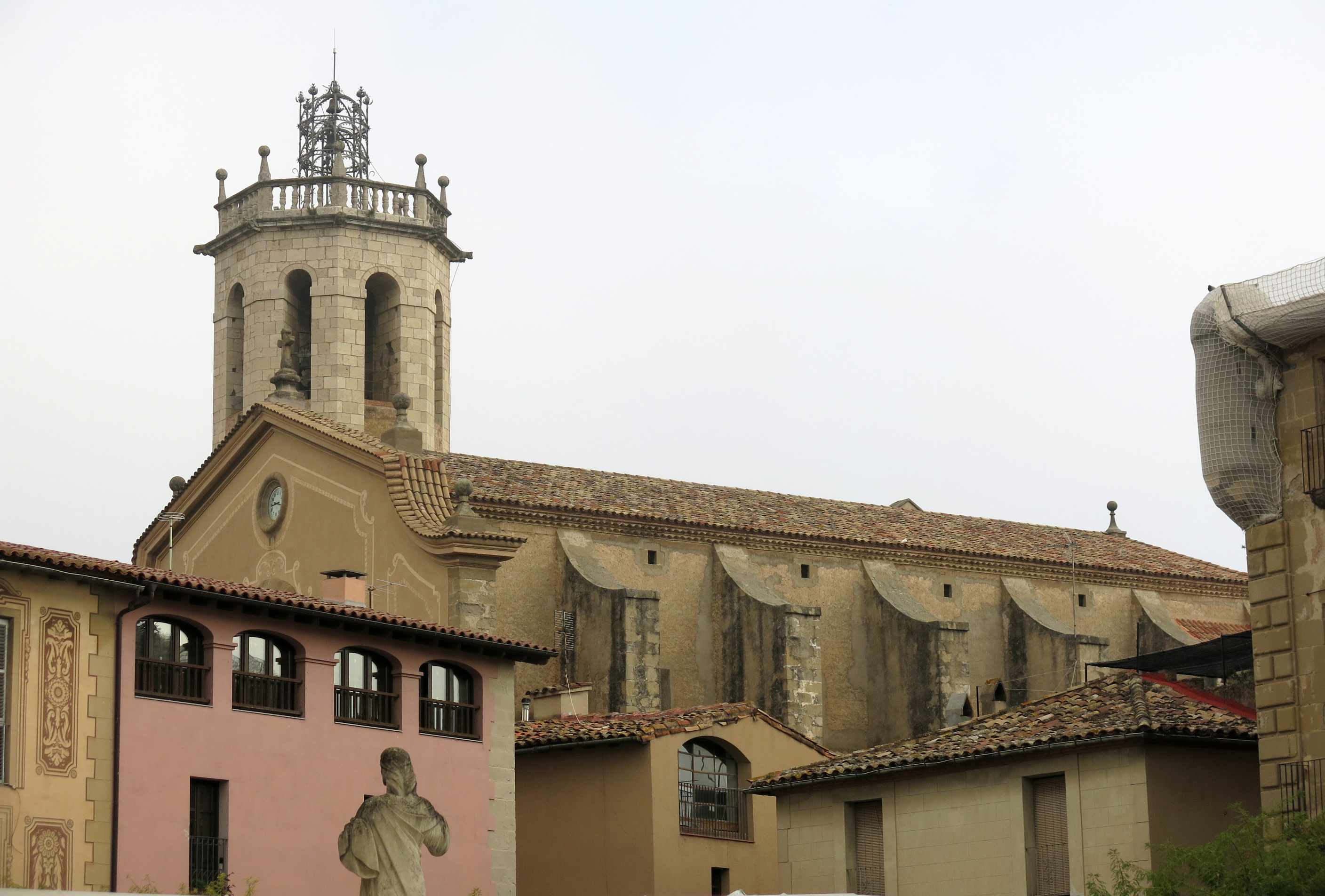
L'església vista des de la plaça Major

A la façana de l'entrada hi ha una gran portalada amb profusió de pedra treballada amb motius geomètrics, amb una capelleta al damunt amb una imatge de santa Coloma. La façana està rematada per unes formes corbes i rectilínies que es conjuguen en perfecta harmonia.
A la façana dreta hi ha el campanar, de gran alçada i visible a tota la contrada. A la façana esquerra hi ha un portal de pedra treballada amb motius florals d'estil barroc.
Es considera que la part més antiga de l'edifici és l'anomenada «capella fonda», dedicada a la Verge Dolorosa. L'any 1920 va ser objecte d'una important reforma a càrrec de l'arquitecte modernista Manuel Joaquim Raspall.

## La rectoria
Aquesta edificació comunica amb la part posterior de l'església parroquial mitjançant una volta d'arc rebaixat de totxana que conforma un passadís. A la façana principal cal remarcar un portal adovellat rodó amb la inscripció «Ave Maria Purísima»; a sobre hi ha una finestra i un balcó de pedra treballada. Al segon pis hi ha una eixida i dos finestrals d'arc rebaixat.

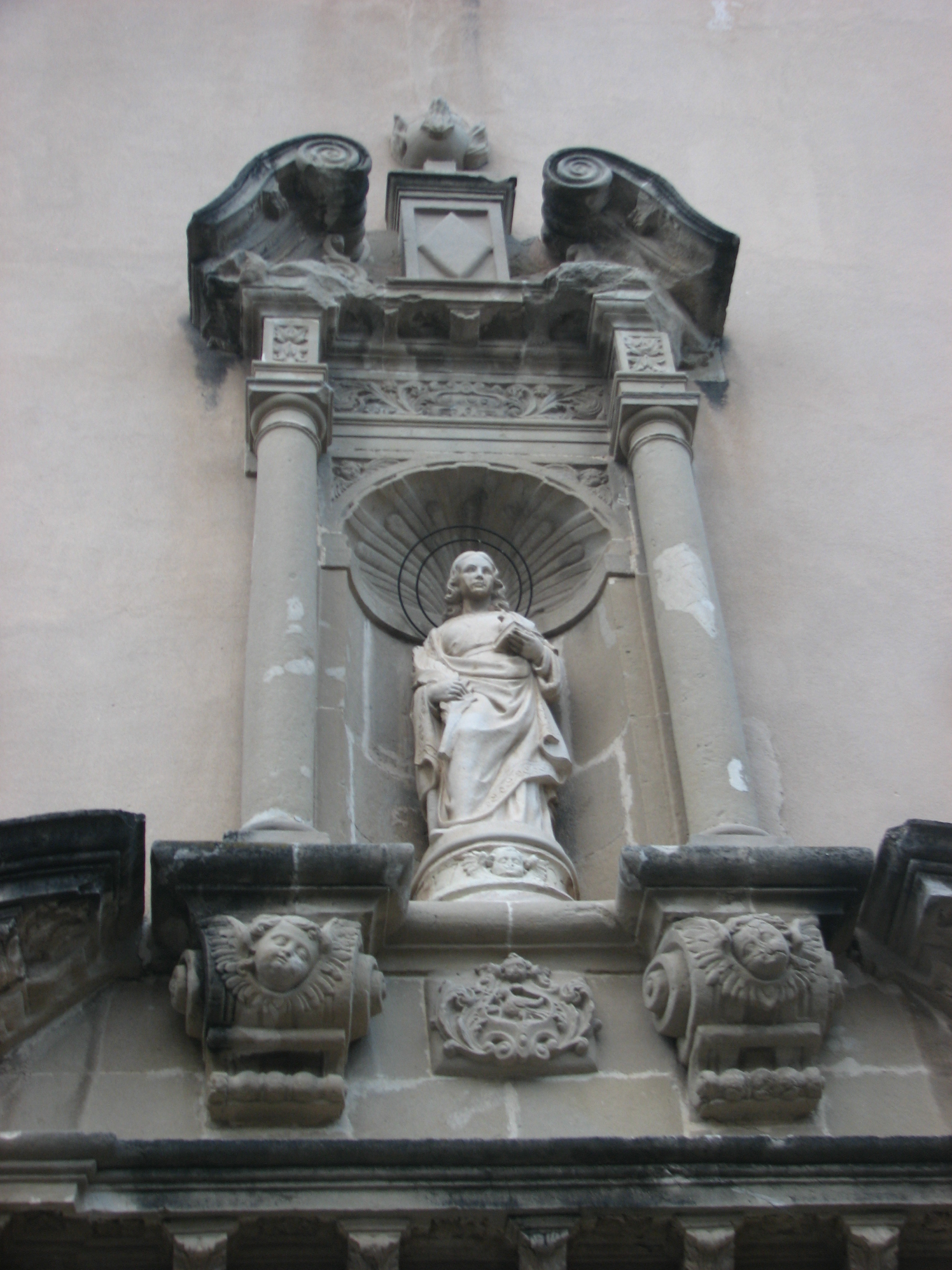
Imatge de Santa Coloma

## Història
La construcció de l'església parroquial comença a partir del 1704 amb una concepció totalment barroca.
Durant la guerra civil perdé tots els seus retaules.
Se'n feu una restauració amb un estil totalment oposat a l'originari, en què predominaven les formes i els dibuixos geomètrics, lluny del primer estil o idea barroca.